# Риофрио (Колумбия)
Риофрио (исп. Riofrío) — город и муниципалитет на западе Колумбии, на территории департамента Валье-дель-Каука. Входит в состав Центрального субрегиона.

## История
Поселение, из которого позднее вырос город, было основано в 1567 году. Муниципалитет Риофрио был выделен в отдельную административную единицу в 1923 году.

## Географическое положение

Муниципалитет Риофрио

Город расположен в центральной части департамента, в гористой местности Западной Кордильеры, на левом берегу реки Риофрио, к западу от реки Каука, на расстоянии приблизительно 76 километров к северо-северо-востоку (NNE) от города Кали, административного центра департамента. Абсолютная высота — 942 метра над уровнем моря.
Муниципалитет Риофрио граничит на севере с территорией муниципалитета Трухильо, на северо-востоке — с муниципалитетом Андалусия, на востоке — с муниципалитетом Тулуа, на юго-востоке — с муниципалитетом Йотоко, на юго-западе — с муниципалитетом Дарьен, на западе — с территорией департамента Чоко. Площадь муниципалитета составляет 280 км².

## Население
По данным Национального административного департамента статистики Колумбии, совокупная численность населения города и муниципалитета в 2015 году составляла 14 716 человек.
Динамика численности населения муниципалитета по годам:
| 2005   | 2006   | 2007   | 2008   | 2009   | 2010   | 2011   | 2012   | 2013   | 2014   | 2015   |
| ------ | ------ | ------ | ------ | ------ | ------ | ------ | ------ | ------ | ------ | ------ |
| 17 376 | 17 005 | 16 723 | 16 461 | 16 190 | 15 939 | 15 686 | 15 438 | 15 192 | 14 959 | 14 716 |

Согласно данным переписи 2005 года мужчины составляли 51,8 % от населения Риофрио, женщины — соответственно 48,2 %. В расовом отношении белые и метисы составляли 74,1 % от населения города; негры, мулаты и райсальцы — 25,8 %; индейцы — 0,1 %.
Уровень грамотности среди всего населения составлял 86,3 %.

## Экономика
67,8 % от общего числа городских и муниципальных предприятий составляют предприятия торговой сферы, 23,9 % — предприятия сферы обслуживания, 8 % — промышленные предприятия, 0,3 % — предприятия иных отраслей экономики.

## Транспорт
К востоку от города проходит национальное шоссе № 23 (исп. Ruta Nacional 23).